# Capitoli di Konosuba! - This Wonderful World
Questa è la lista dei capitoli dei manga di Konosuba! - This Wonderful World, tratti dall'omonima serie di light novel scritta da Natsume Akatsuki e illustrata da Kurone Mishima, edita in Giappone da Kadokawa Shoten.

## Lista volumi

### Konosuba! - This Wonderful World

Copertina del primo volume dell'edizione italiana del manga, raffigurante Kazuma (in secondo piano) e Aqua (in primo piano)

Un adattamento manga di Masahito Watari ha iniziato la serializzazione sulla rivista Monthly Dragon Age di Fujimi Shobō il 9 settembre 2014. Ventuno volumi tankōbon sono stati pubblicati tra il 9 aprile 2015 e il 9 luglio 2025.
In Italia è stato annunciato in occasione del Lucca Comics & Games 2020 e viene pubblicato da Panini Comics sotto l'etichetta Planet Manga nella collana Capolavori Manga dal 18 marzo 2021.
| 1  | 9 aprile 2015 | ISBN 978-4-04-070539-2 | 18 marzo 2021     |
| 1  | Capitoli - 1. Reincarnato in un altro mondo insieme a una sedicente dea! (この自称女神と異世界転生を！?, Kono jishō megami to isekai tensei o!) - 2. Rallegrati per questo splendido party di prima classe! (この美麗な上級職に喜びを！?, Kono birei na jōkyūshoku ni yorokobi o!) - 3. Dona la pace eterna a questo Undead! (このアンデッドに安寧を！?, Kono Andeddo ni an'nei o!) - 4. Guidami lungo la via dell'esplosione! (この爆裂道に導きを！?, Kono bakuretsu-dō ni michibiki o!) - 5. Concedi assistenza a questa dea superficiale! (この浅ましい女神様に救済を！?, Kono asamashī megami-sama ni kyūsai o!) - Extra. Chi ti ha eletto leader del party?! |                        |                   |
| 2  | 5 dicembre 2015 | ISBN 978-4-04-070782-2 | 27 maggio 2021    |
| 2  | Capitoli - 6. Purifica questo lago infestato! (この湖に自称女神の聖水を！?, Kono mizūmi ni jishō megami no seisui o!) - 7. Cogli di sorpresa questo spettrale germoglio di bambù! (この幻のタケノコに不意打ちを！?, Kono maboroshi no takenoko ni fuiuchi o!) - 8. Dà una lezione a quest'arrogante avventuriero! (この傲慢な冒険者に制裁を！?, Kono gōman'na bōken-sha ni seisai o!) - 9. Esorcizza questo Dullahan che non la smette di ritornare! (このおぞましいデュラハンに反撃を！?, Kono ozomashī Deyurahan ni hangeki o!) - 10. Che possiate districarvi da questa situazione disperata! (この絶望的な状況から脱出を！?, Kono zetsubō-tekina jōkyō kara dasshutsu o!) - 11. Metti fine a questa battaglia insensata! (このろくでもない戦いに決着を！?, Kono rokudemonai tatakai ni ketchaku o!) - 12. E buona fortuna per questa tua nuova rinascita! (この転生に幸運を！?, Kono tensei ni kōun o!) |                        |                   |
| 3  | 9 marzo 2016 | ISBN 978-4-04-070834-8 | 29 luglio 2021    |
| 3  | Capitoli - 13. Che tu possa apprezzare dei fidati compagni! (この真の仲間達とトレードを！?, Kono shin no nakama-tachi to Torēdo o!) - 14. Che la serenità scenda sul padrone di questo dungeon! (この迷宮の主に安らぎを！?, Kono meikyū no omo ni yasuragi o!) - 15. Possa la pace scendere su questa particolare questione! (この訳有り物件に平穏を！?, Kono wakeari bukken ni heion o!) - 16. Possa l'amore raggiungere questo spirito! (この幽霊少女に愛の手を！?, Kono yūrei shōjo ni ai no te o!) - 17. Che la fortuna baci questo splendido locale! (この素晴らしい店に祝福を！?, Kono subarashī mise ni shukufuku o!) - 18. Sì, vistiamo un altro mondo! (そうだ、異世界へ行こう！?, Sōda, isekai e ikou!) |                        |                   |
| 4  | 9 settembre 2016 | ISBN 978-4-04-072019-7 | 23 settembre 2021 |
| 4  | Capitoli - 19. Che si possa eliminare quest'assurda fortezza? (この理不尽な要塞に終焔を？?, Kono rifujin'na yōsai ni tsui homura o?) - 20. Che si possa eliminare quest'assurda fortezza?! (この理不尽な要塞に終焔を！？?, Kono rifujin'na yōsai ni tsui homura o!?) - 21. Che si possa eliminare quest'assurda fortezza! (この理不尽な要塞に終焔を！?, Kono rifujin'na yōsai ni tsui homura o!) - 22. Megumin, la squartatrice (めぐみん・ザ・リッパ―?, Megumin za Rippa) - 23. Che io possa esser salvato da questo ingiusto processo! (1) (この不当な裁判に救援を！ 1?, Kono futōna saiban ni kyūen o! 1) - 24. Che io possa esser salvato da questo ingiusto processo! (2) (この不当な裁判に救援を！ 2?, Kono futōna saiban ni kyūen o! 2) |                        |                   |
| 5  | 9 marzo 2017 | ISBN 978-4-04-072212-2 | 11 novembre 2021  |
| 5  | Capitoli - 25. Che compaia un'amica! (1) (この紅魔の娘に友人を！ 1?, Kono kurenai ma no musume ni yūjin o! 1) - 26. Che compaia un'amica! (2) (この紅魔の娘に友人を！ 2?, Kono kurenai ma no musume ni yūjin o! 2) - 27. Un promesso sposo per questa giovane aristocratica (1) (この貴族の令嬢に良縁を！ 1?, Kono kizoku no reijō ni ryōen o! 1) - 28. Un promesso sposo per questa giovane aristocratica (2) (この貴族の令嬢に良縁を！ 2?, Kono kizoku no reijō ni ryōen o! 2) - 29. Enslavement for This Masked Knight (1) (この仮面の騎士に隷属を！ 1?, Kono kamen no kishi ni reizoku o! 1) - 30. Enslavement for This Masked Knight (2) (この仮面の騎士に隷属を！ 2?, Kono kamen no kishi ni reizoku o! 2) |                        |                   |
| 6  | 8 settembre 2017 | ISBN 978-4-04-072433-1 | 3 febbraio 2022   |
| 6  | Capitoli - 31. Addio a questo mondo irritante e crudele! (1) (この煩わしい外界にさよならを！ 1?, Kono wazurawashī gaikai ni sayonara o! 1) - 32. Addio a questo mondo irritante e crudele! (2) (この煩わしい外界にさよならを！ 2?, Kono wazurawashī gaikai ni sayonara o! 2) - 33. Il Beginner Killer dagli occhi rossi (赤い瞳の初心者殺し?, Akai hitomi no shoshinsha koroshi) - 34. Un invito per questo sfacciato buono a nulla (このふてぶてしい鈍らに招待を！?, Kono futebuteshī namara ni shōtai o!) - 35. Un giro turistico in questa pietosa località! (1) (この痛々しい街に観光を！ 1?, Kono itaitashī machi ni kankō o! 1) - 36. Un giro turistico in questa pietosa località! (2) (この痛々しい街に観光を！ 2?, Kono itaitashī machi ni kankō o! 2) |                        |                   |
| 7  | 9 marzo 2018 | ISBN 978-4-04-072628-1 | 31 marzo 2022     |
| 7  | Capitoli - 37. Che la sorte mi sorrida in questa vasca termale mista! (この混浴温泉に男の潤いを！?, Kono kon'yoku onsen ni otoko no uruoi o!) - 38. Che si possa risolvere questo misterioso enigma! (1) (この怪しい事件に救援を！ 1?, Kono ayashī jiken ni kyūen o! 1) - 39. Che si possa risolvere questo misterioso enigma! (2) (この怪しい事件に救援を！ 2?, Kono ayashī jiken ni kyūen o! 2) - 40. Possa la dea purificare le terme inquinate! (1) (この不浄な温泉街に女神を！ 1?, Kono fujō na onsen machi ni megami o! 1) - 41. Possa la dea purificare le terme inquinate! (2) (この不浄な温泉街に女神を！ 2?, Kono fujō na onsen machi ni megami o! 2) - 42. Possa l'ira divina abbattersi su questo slime impuro! (この不浄なスライムに女神の怒りの鉄槌を！?, Kono fujōna Suraimu ni megami no ikari no tettsui o!) |                        |                   |
| 8  | 7 settembre 2018 | ISBN 978-4-04-072881-0 | 12 maggio 2022    |
| 8  | Capitoli - 43. Che si possa trovare una spiegazione per questa tragica missiva! (この由由しい手紙に決断を！?, Kono yuyushī tegami ni ketsudan o!) - 44. Che si possa tirare un bel fendente su questa Sweet Euthanasia! (この安楽少女に慈悲なき一太刀を！?, Kono anraku shōjo ni jihi naki hitotachi o!) - 45. Che Kazuma possa mantenere la propria virginale castità! (この童貞カズマの貞操危機に救済を！?, Kono dōtei Kazuma no teisō kiki ni kyūsai o!) - 46. Che si possa riposare in questo pietoso villaggio! (1) (この痛ましい里で休息を！ 1?, Kono itamashī sato de kyūsoku o! 1) - 47. Che si possa riposare in questo pietoso villaggio! (2) (この痛ましい里で休息を！ 2?, Kono itamashī sato de kyūsoku o! 2) - 48. Che possa esserci un valido motivo per questa notte insonne! (この寝苦しい夜に大義名分を！?, Kono negurushī yoru ni taigi meibun o!) |                        |                   |
| 9  | 9 aprile 2019 | ISBN 978-4-04-073139-1 | 14 luglio 2022    |
| 9  | Capitoli - 49. Che sia sempre ringraziato questo seno prosperoso! (この素晴らしい巨乳に感謝を！?, Kono subarashī kyonyū ni kansha o!) - 50. Che si possa far detonare questa riprovevole reliquia! (prima parte) (この恨めしい遺物に爆焔を！ 1?, Kono urameshī ibutsu ni bakuen o! 1) - 51. Che si possa far detonare questa riprovevole reliquia! (seconda parte) (この恨めしい遺物に爆焔を！ 2?, Kono urameshī ibutsu ni bakuen o! 2) - 52. Che si possa dare il colpo di grazia a questa furiosa Growth Chimera! (この怒り狂ったグロウキメラにトドメの一撃を！?, Kono ikarikurutta Gurou Kimera ni todome no ichigeki o!) - 53. La maga migliore del mondo (「欲しいのは最強の魔法使い」?, `Hoshī no wa saikyō no mahō tsukai') - 54. Che si possa brindare a questo futuro radioso! (この明るい未来に祝杯を！?, Kono akarui mirai ni shukuhai o!) |                        |                   |
| 10 | 9 agosto 2019 | ISBN 978-4-04-073293-0 | 15 settembre 2022 |
| 10 | Capitoli - 55. Che si possa rieducare questa ragazzina troppo sveglia! (この賢い少女に再教育を!?, Kono kashikoi shōjo ni sai kyōiku o!) - 56. Che possa essere un compagno di giochi per quest'innocente principessina! (この純朴な王女様の遊び相手を!?, Kono junbokuna ōjo-sama no asobi aite o!) - 57. Che una punizione divina cali su quest'affascinante ladrone! (prima parte) (このイケメン義賊に天誅を! 1?, Kono ikemen gizoku ni tenchū o! 1) - 58. Che una punizione divina cali su quest'affascinante ladrone! (seconda parte) (このイケメン義賊に天誅を! 2?, Kono ikemen gizoku ni tenchū o! 2) - 59. Che si faccia attenzione a questi loschi oggetti magici! (この怪しげな魔道具にご注意を!?, Kono ayashigena ma dōgu ni go chūi o!) |                        |                   |
| 11 | 9 aprile 2020 | ISBN 978-4-04-073616-7 | 10 novembre 2022  |
| 11 | Capitoli - 60. Che si possa tornare a sognare con questo oggetto magico! (prima parte) (この魔道具を使って夢見る欲望を! 1?, Kono ma dōgu o tsukatte yumemiru yokubō o! 1) - 61. Che si possa tornare a sognare con questo oggetto magico! (seconda parte) (この魔道具を使って夢見る欲望を! 2?, Kono ma dōgu o tsukatte yumemiru yokubō o! 2) - 62. Che si possa fermare questo piano disgustoso! (prima parte) (この忌々しい企みに終止符を! 1?, Kono imaimashī takurami ni shūshifu o! 1) - 63. Che si possa fermare questo piano disgustoso! (seconda parte) (この忌々しい企みに終止符を! 2?, Kono imaimashī takurami ni shūshifu o! 2) - 64. Che possa diventare un vero fratellone! (prima parte) (本当の兄になるために 1?, Hontō no ani ni naru tame ni 1) - 65. Che possa diventare un vero fratellone! (seconda parte) (本当の兄になるために 2?, Hontō no ani ni naru tame ni 2) - 66. Che si possa organizzare un appuntamento esplosivo, di tanto in tanto! (たまにはこんな爆裂デートを?, Tamani wa kon'na bakuretsu Dēto o) |                        |                   |
| 12 | 9 ottobre 2020 | ISBN 978-4-04-073834-5 | 2 febbraio 2023   |
| 12 | Capitoli - 67. Un po' di sollievo per quest'avventuriero intraprendente! (この成り上がり冒険者にも安息を!?, Kono nariagari bōken-sha ni mo ansoku o!) - 68. Caccia grandiosa per un'eroina pietosa! (この残念ヒロインのために大物モンスター狩りを!?, Kono zan'nen Hiroin no tame ni ōmono Monsutā kari o!) - 69. Che si possa dare il sonno eterno al mostro di questo lago! (prima parte) (この湖の主に永遠の眠りを! 1?, Kono mizūmi no omo ni eien no nemuri o! 1) - 70. Che si possa dare il sonno eterno al mostro di questo lago! (seconda parte) (この湖の主に永遠の眠りを! 2?, Kono mizūmi no omo ni eien no nemuri o! 2) - 71. Chi scappa di casa si merita una bella ramanzina! (prima parte) (この家出娘に説教を! 1?, Kono iede musume ni sekkyō o! 1) - 72. Chi scappa di casa si merita una bella ramanzina! (seconda parte) (この家出娘に説教を! 2?, Kono iede musume ni sekkyō o! 2) - 73. La vera identità della mascotte è... (マスコットの正体は…?, Masukotto no shōtai wa…)                                        |                        |                   |
| 13 | 8 maggio 2021 | ISBN 978-4-04-074047-8 | 23 marzo 2023     |
| 13 | Capitoli - 74. Un'ultima notte con questa nobile fanciulla (prima parte) (この令嬢と最後の夜を! 1?, Kono reijō to saigo no yoru o! 1) - 75. Un'ultima notte con questa nobile fanciulla (seconda parte) (この令嬢と最後の夜を! 2?, Kono reijō to saigo no yoru o! 2) - 76. Che sia benedetta questa bellissima sposa! (prima parte) (この花嫁に祝福を! 1?, Kono hanayome ni shukufuku o! 1) - 77. Che sia benedetta questa bellissima sposa! (seconda parte) (この花嫁に祝福を! 2?, Kono hanayome ni shukufuku o! 2) - 78. I demoni sghignazzano nella notte! (悪魔達は夜更けに嗤う?, Akuma-tachi wa yofuke ni warau) - 79. Bentornata a casa! (お帰り!?, Okaeri!) |                        |                   |
| 14 | 8 ottobre 2021 | ISBN 978-4-04-074273-1 | 11 maggio 2023    |
| 14 | Capitoli - 80. Eterna gloria a questo dragone! (prima parte) (このドラゴンに栄光を! 1?, Kono Doragon ni eikō o! 1) - 81. Eterna gloria a questo dragone! (seconda parte) (このドラゴンに栄光を! 2?, Kono Doragon ni eikō o! 2) - 82. Che si lasci agire questo talentuoso consigliere! (この敏腕アドバイザーにお任せを!?, Kono binwan Adobaizā ni o makase o!) - 83. Che quest'armatura sacra possa trovare il suo padrone! (この聖鎧にご主人様を!?, Konosei yoroi ni goshujinsama o!) - 84. Che l'ira divina si abbatta su questi rumorosi parassiti! (この騒がしい害虫どもに天誅を!?, Kono sawagashī gaichū-domo ni tenchū o!) - 85. Che questo festival possa avere un successo cristallino! (この感謝祭に清らかな成功を!?, Kono kansha-sai ni kiyorakana seikō o!) |                        |                   |
| 15 | 9 maggio 2022 | ISBN 978-4-04-074529-9 | 13 luglio 2023    |
| 15 | Capitoli - 86. Un fiore che brilla in questo cielo notturno (prima parte) (この夜空に輝く華を! 1?, Kono yozora ni kagayaku hana o! 1) - 87. Un fiore che brilla in questo cielo notturno (seconda parte) (この夜空に輝く華を! 2?, Kono yozora ni kagayaku hana o! 2) - 88. Una leggenda in questa città piena di principianti! (この駆け出しの街に伝説を!?, Kono kakedashi no machi ni densetsu o!) - 89. Per gentile concessione di Darkness (ダクネスのお礼参り?, Dakunesu no oreimairi) - 90. Sia sempre lodata e benedetta questa dea! (女神に感謝と祝福を?, Megami ni kansha to shukufuku o) - 91. Finito il festival... (祭りが終わったその後で?, Matsuri ga owatta sonogo de) - 92. E tanta gioia in questi giorni sereni! (この平穏な日々に喜びを!?, Kono heion'na hibi ni yorokobi o!) |                        |                   |
| 16 | 8 novembre 2022 | ISBN 978-4-04-074751-4 | 14 settembre 2023 |
| 16 | Capitoli - 93. Che questi indomiti avventurieri possano maturare (prima parte) (この変わらぬ冒険者達に成長を! 1?, Kono kawaranu bōkenshatachi ni seichō o! 1) - 94. Che questi indomiti avventurieri possano maturare (seconda parte) (この変わらぬ冒険者達に成長を! 2?, Kono kawaranu bōkenshatachi ni seichō o! 2) - 95. Sogno notturno con una rossa da schianto! (prima parte) (この赤髪美女と一夜の夢を! 1?, Kono akagami bijo to ichiya no yume o! 1) - 96. Sogno notturno con una rossa da schianto! (seconda parte) (この赤髪美女と一夜の夢を! 2?, Kono akagami bijo to ichiya no yume o! 2) - 97. Che l'ira celeste si scateni su queste maestose divinità! (prima parte) (この威光なき神々に聖なる怒りを! 1?, Kono ikō naki kamigami ni seinaru ikari o! 1) - 98. Che l'ira celeste si scateni su queste maestose divinità! (seconda parte) (この威光なき神々に聖なる怒りを! 2?, Kono ikō naki kamigami ni seinaru ikari o! 2)                                                                                             |                        |                   |
| 17 | 7 luglio 2023 | ISBN 978-4-04-075045-3 | 11 gennaio 2024   |
| 17 | Capitoli - 99. Fiamme esplosive per quest'indolente divinità malvagia! (prima parte) (この宿命の邪神に爆焔を! 1?, Kono shukumei no jashin ni bakuen o! 1) - 100. Fiamme esplosive per quest'indolente divinità malvagia! (seconda parte) (この宿命の邪神に爆焔を! 2?, Kono shukumei no jashin ni bakuen o! 2) - 101. Decidi la battaglia contro questa ragazza esplosiva! (この爆裂娘に戦いの決意を!?, Kono bakuretsu musume ni tatakai no ketsui o!) - 102. Un lampo di gratitudine per questa benefattrice esplosiva! (この爆裂恩師にお礼の一閃を!?, Kono bakuretsu onshi ni orei no issen o!) - 103. Per quella persona... (あの人のために?, Ano hito no tame ni) - 104. Un punto per questa fidanzata inaspettata! (この唐突な婚約者にクレームを!?, Kono tōtotsuna fianse ni kurēmu o!) |                        |                   |
| 18 | 9 novembre 2023 | ISBN 978-4-04-075198-6 | 25 aprile 2024    |
| 18 | Capitoli - 105. Un complotto per rompere questo fidanzamento! (prima parte) (この婚約破棄に結託を!?, Kono kon'yaku haki ni kettaku o!) - 106. Un complotto per rompere questo fidanzamento! (seconda parte) (この婚約破棄に結託を! (2)?, Kono kon'yaku haki ni kettaku o! (2)) - 107. Ci si deve prender cura dei cascamorti! (このナンパ男達に問題児の子守りを!?, Kono nanpa otokotachi ni mondaiji no komori o!) - 108. Una punizione per questo fidanzato irrispettoso! (prima parte) (この不届きな婚約者に制裁を! (1)?, Kono futodokina fianse ni seisai o! (1)) - 109. Una punizione per questo fidanzato irrispettoso! (seconda parte) (この不届きな婚約者に制裁を! (2)?, Kono futodokina fianse ni seisai o! (2)) - 110. Lodiamo questa principessa guerriera! (この武闘派王女に称賛を!?, Kono budōha ōjo ni shōsan o!) |                        |                   |
| 19 | 7 giugno 2024 | ISBN 978-4-04-075479-6 | 19 dicembre 2024  |
| 19 | Capitoli - 111. Una punizione per questo principe impertinente! (この生意気王子に成敗を!?, Kono namaiki ōji ni seibai o!) - 112. Complimenti a questa principessa combattiva! (1) (この武闘派王女に称賛を! 1?, Kono budōha ōjo ni shōsan o! 1) - 113. Complimenti a questa principessa combattiva! (2) (この武闘派王女に称賛を! 2?, Kono budōha ōjo ni shōsan o! 2) - 114. Punta tutto al casinò per il bene della cara sorellina! (この愛する妹のためにカジノで丸儲けを!?, Kono aisuru imōto no tame ni kajino de marumōke o!) - 115. Mettete fine a questa assurda cospirazione! (1) (このロクでもない陰謀に終止符を! 1?, Kono roku demonai inbō ni shūshifu o! 1) - 116. Mettete fine a questa assurda cospirazione! (2) (このロクでもない陰謀に終止符を! 2?, Kono roku demonai inbō ni shūshifu o! 2) |                        |                   |
| 20 | 9 dicembre 2024 | ISBN 978-4-04-075710-0 | 19 giugno 2025    |
| 20 | Capitoli - 117. Risvegliate dal torpore questo lolicon neet! (1) (このロリコンニートの覚醒を！ 1?, Kono Rorikon'Nīto no kakusei o! 1) - 118. Risvegliate dal torpore questo lolicon neet! (2) (このロリコンニートの覚醒を！ 2?, Kono Rorikon'Nīto no kakusei o! 2) - 119. Una severa punizione per questo fuggitivo capriccioso! (この我が儘逃走者にきついお仕置きを！?, Kono waga mama tōsō-sha ni kitsui oshioki o!) - 120. Una solenne punizione per questo coinquilino! (1) (この同居人に人誅を！ 1?, Kono dōkyo hito ni jinchū o! 1) - 121. Una solenne punizione per questo coinquilino! (2) (この同居人に人誅を！ 2?, Kono dōkyo hito ni jinchū o! 2) - 122. Che la dea conceda la sua misericordia a questo devoto! (1) (この敬虔な信徒に女神の慈悲を！ 1?, Kono keiken'na shinto ni megami no jihi o! 1) |                        |                   |
| 21 | 9 luglio 2025 | ISBN 978-4-04-076003-2 | —                 |
| 21 | Capitoli - 123. (この敬虔な信徒に女神の慈悲を！ 2?, Kono keiken'na shinto ni megami no jihi o! 2) - 124. (この愛する妹のために盛大なお膳立てを！ 1?, Kono aisuru imōto no tame ni seidaina ozendate o! 1) - 125. (この愛する妹のために盛大なお膳立てを！ 2?, Kono aisuru imōto no tame ni seidaina ozendate o! 2) - 126. (この無邪気な妹で冒険者達の意識改革を！?, Kono mujakina imōto de bōken-sha-tachi no ishiki kaikaku o!) - 127. (この悪辣なモンスターと決着を！ 1?, Kono akuratsuna Monsutā to ketchaku o! 1) - 128. (この悪辣なモンスターと決着を！ 2?, Kono akuratsuna Monsutā to ketchaku o! 2) |                        |                   |

### Kono subarashii sekai ni bakuen o!
Un adattamento manga dello spin-off Kono subarashii sekai ni bakuen o! (この素晴らしい世界に爆焔を！?) disegnato da Kasumi Morino, è stato serializzato dal 27 aprile 2016 al 27 dicembre 2017 sulla rivista Monthly Comic Alive edita da Media Factory. I vari capitoli sono stati raccolti in cinque volumi tankōbon pubblicati dal 23 dicembre 2016 al 23 gennaio 2018. La serie segue alcune avventure di Megumin.
| 1 | 23 dicembre 2016 | ISBN 978-4-04-068595-3 |
| 1 | Capitoli (traduzioni letterali dei titoli) - Prologo (プロローグ?, Purorōgu) - 1. I maghi dagli occhi rossi (紅い瞳の魔法使いたち?, Akai hitomi no Wizaazu) - 2. Benedizioni per questa ragazza sola! (このぼっち少女に祝福を！?, Kono botchi shōjo ni shukufuku o!) - 3. I demoni della foresta (森の魔物達?, Mori no mamono-tachi) - 4. Consulta il più grande genio del clan Demone Cremisi sui tuoi problemi! (この紅魔族随一の天才にお悩み相談を！?, Kono kurenai mazoku zuiichi no tensai ni o nayami sōdan o!)           |                        |
| 2 | 23 gennaio 2017 | ISBN 978-4-04-068818-3 |
| 2 | Capitoli (traduzioni letterali dei titoli) - 5. La persona ha chiamato un amico (友達という者?, Tomodachi to iu mono) - 6. Preludio del maniaco dell'esplosione (爆裂狂の誕生?, Bakuretsu-kyō no Puraido) - 7. Un periodo per questi attacchi esplosivi (この爆裂襲撃に終止符を?, Kono bakuretsu shūgeki ni shūshifu o) - 8. Il mio servo dai capelli rossi (赤髪の我が下僕?, Akagami no waga Sābanto) |                        |
| 3 | 23 maggio 2017 | ISBN 978-4-04-069195-4 |
| 3 | Capitoli (traduzioni letterali dei titoli) - 9. Una mano amorevole per questo padrone solitario! (この行き先のない我に愛の手を！?, Kono ronrii Masutā no nai ga ni ai no te o!) - 10. Il piantagrane della città dell'acqua (水の都の迷惑教団?, Mizu no miyako no Toraburumēkā) - 11. Un arresto per il pervertito di quest'ordine! (この教団の責任者に逮捕を！?, Kono kyōdan no hentai ni taiho o!) - 12. Un'esplosione per questi guardiani! (この信心深い教団に爆焔を！?, Kono Gādianzu ni bakuen o!)                        |                        |
| 4 | 23 settembre 2017 | ISBN 978-4-04-069437-5 |
| 4 | Capitoli (traduzioni letterali dei titoli) - 13. Tranquillità in questo viaggio! (この旅に安らぎを！?, Kono jani ni yasuragi o!) - 14. Il distruttore del villaggio di Kouma (紅魔の里からの来訪者?, Kouma no sato karano Desutoroia) - 15. Un'oasi per questi giorni avventurosi! (この冒険の日々に癒やしを！?, Kono bōken no hibi ni iyashi o!) - 16. I membri del Party per questa ragazza esplosiva! (この名物娘にパーティーメンバーを！?, Kono bakuretsu musume ni Pātī Menbā o!)                                          |                        |
| 5 | 23 gennaio 2018 | ISBN 978-4-04-069628-7 |
| 5 | Capitoli (traduzioni letterali dei titoli) - 17. Sottomissione per l'irregolare in questa foresta! (この森の悪魔に討伐を！?, Kono mori no Iregyura ni tōbatsu o!) - 18. Un sacerdote alla ricerca con questa santa donna selvaggia! (この荒ぶる聖女と女神様探しを！?, Kono araburu seijo to on'na Purīsuto sagashi o!) - 19. Uno scambio con questo demone! (この悪魔と取引を！?, Kono akuma to torihiki o!) - 20. Un'esplosione per questo formidabile nemico! (この難敵に我が爆焔を！?, Kono nanteki ni waga Ekusupurōjon o!) |                        |

### Kono subarashii sekai ni shukufuku o! Kappore!
Un manga spin-off intitolato Kono subarashii sekai ni shukufuku o! Kappore! (この素晴らしい世界に祝福を！ かっぽれ！?, Kono subarashii sekai ni shukufuku o! Kappore!), è stato serializzato dal 13 agosto 2016 al 14 gennaio 2017 sulla rivista Famitsu Comic Clear edita da Enterbrain. I vari capitoli sono stati raccolti in due volumi tankōbon pubblicati dal 14 gennaio 2017 al 15 giugno 2017. Si tratta di un 4-koma a sfondo comico.
| 1 | 14 gennaio 2017          | ISBN 978-4-04-734416-7 |
| 1 | Capitoli - Capitoli 1-8  |                        |
| 2 | 15 giugno 2017           | ISBN 978-4-04-734653-6 |
| 2 | Capitoli - Capitoli 9-16 |                        |

### Kono subarashii sekai ni nichijou o!
Un manga spin-off intitolato Kono subarashii sekai ni nichijou o! (この素晴らしい世界に日常を！?) e disegnato da Suzume Somemiya, viene serializzato dal 27 settembre 2016 sulla rivista Monthly Comic Alive edita da Media Factory. I vari capitoli vengono raccolti in volumi tankōbon pubblicati dal 23 marzo 2017. Si tratta di un 4-koma a sfondo comico che mostra le situazioni della vita quotidiana dei protagonisti.
| 1 | 23 marzo 2017 | ISBN 978-4-04-069119-0 |
| 1 | Capitoli (traduzioni letterali dei titoli) - 1. Una Quest in questa vita quotidiana! (この日常にクエストを！?, Kono nichijō ni Kuesuto o!) - 2. Un lavoro part-time in questa vita quotidiana! (この日常にバイトを！?, Kono nichijō ni baito o!) - 3. Magia esplosiva in questa vita quotidiana! (この日常に爆裂魔法を！?, Kono nichijō ni bakuretsu mahō o!) - 4. Molestie sessuali in questa vita quotidiana! (この日常にセクハラを！?, Kono nichijō ni sekuhara o!) - 5. Cibo in questa vita quotidiana! (この日常に食を！?, Kono nichijō ni shoku o!) - 6. Inverno in questa vita quotidiana! (この日常に冬を！?, Kono nichijō ni fuyu o!) - 7. Un giocattolo magico in questa vita quotidiana! (この日常に魔法玩具を！?, Kono nichijō ni mahō omocha o!) - 8. Una resa dei conti in questa vita quotidiana! (この日常に対決を！?, Kono nichijō ni taiketsu o!) - 9. Una dieta in questa vita quotidiana! (この日常にダイエットを！?, Kono nichijō ni Daietto o!) - 10. Esercizio in questa vita quotidiana! (この日常に運動を！?, Kono nichijō ni undō o!) - Storia breve speciale: La mano divina dell'altro mondo (書き下ろしSS 異世界のゴッドハンド(小説)?, Kakioroshi SS i sekai no goddohando (shōsetsu)) - Epilogo |                        |
| 2 | 23 ottobre 2017 | ISBN 978-4-04-069481-8 |
| 2 | Capitoli (traduzioni letterali dei titoli) - 11. Una prova in questa vita quotidiana! (この日常に裁判を！?, Kono nichijō ni saiban o!) - 12. Ammazzare il tempo in questa vita quotidiana! (この日常に暇つぶしを！?, Kono nichijō ni himatsubushi o!) - 13. Questo idiota in questa vita quotidiana! (この日常にコイを！?, Kono nichijō ni Koi o!) - 14. Nuovi prodotti in questa vita quotidiana! (この日常に新商品を！?, Kono nichijō ni shinshōhin o!) - 15. Un Kazuma-san in questa vita quotidiana! (この日常にカズマさんを！?, Kono nichijō ni Kazuma-san o!) - 16. Sakè in questa vita quotidiana! (この日常に酒を！?, Kono nichijō ni sake o!) - 17. Nani in questa vita quotidiana! (この日常に小人を！?, Kono nichijō ni kobito o!) - 18. Fortuna in questa vita quotidiana! (この日常に運を！?, Kono nichijō ni un o!) - 19. Riposo in questa vita quotidiana! (この日常に休息を！?, Kono nichijō ni kyūsoku o!) - 20. Un viaggio in questa vita quotidiana! (この日常に旅を！?, Kono nichijō ni tabi o!) - 21. Purificazione in questa vita quotidiana! (この日常に浄化を！?, Kono nichijō ni jōka o!) |                        |
| 3 | 22 novembre 2019 | ISBN 978-4-04-064136-2 |
| 3 | Capitoli (traduzioni letterali dei titoli) - 22. Ritorno a casa in questa vita quotidiana! (この日常に帰省を!?, Kono nichijō ni kisei o!) - 23. Un fabbro in questa vita quotidiana! (この日常に鍛冶屋を!?, Kono nichijō ni kajiya o!) - 24. Demoni rossi in questa vita quotidiana! (この日常に紅魔族を!?, Kono nichijō ni kurenai mazoku o!) - 25. Gioca tutti i giorni! (この日常にゲームを!?, Kono nichijō ni Gēmu o!) - 26. Destroyer per tutti i giorni! (この日常にデストロイヤーを!?, Kono nichijō ni Desutoroiyā o!) - 27. Una bella ragazza in questa vita quotidiana! (この日常に美少女フィギュアを!?, Kono nichijō ni bishōjo figyua o!) - 28. Compensa questo ogni giorno! (この日常に仲直りを!?, Kono nichijō ni nakanaori o!) - 29. Ritorna a questa vita quotidiana! (この日常に帰りを!?, Kono nichijō ni kaeri o!) - 30. Prenditi una pausa in questa vita quotidiana! (この日常に息抜きを!?, Kono nichijō ni ikinuki o!) - 31. Sostituisci questo ogni giorno! (この日常に入れ替わりを!?, Kono nichijō ni irekawari o!) - 32. Fai un bagno in questa vita quotidiana! (この日常にお風呂を!?, Kono nichijō ni o furo o!)                                                                                     |                        |

### Kono subarashii sekai ni shukufuku o! Megumin Anthology
Un'antologia manga spin-off intitolata  Kono subarashii sekai ni shukufuku o! Megumin Anthology (この素晴らしい世界に祝福を！ めぐみんアンソロジー?, Kono subarashii sekai ni shukufuku o! Megumin Ansorojī) e disegnata da vari autori, è stata pubblicata direttamente in un volume tankōbon uscito il 23 dicembre 2016.
| 1 | 23 dicembre 2016 | ISBN 978-4-04-068735-3 |
| 1 | Capitoli (traduzioni letterali dei titoli) - 1. Miglioramento per questo ambiente di movimento! (collaborazione con Araragi Ayune) - 2. Si chiama esplosione (collaborazione con Piro) - 3. Consigli per questo tipo di corpo giovane! (collaborazione con Kinokonoki) - 4. Esplosione crea acqua! (collaborazione con Nadaka Harutsugu) - 5. Guida per questa bella (?) posa! (collaborazione con Mori Airi - 6. il giorno ordinario della piccola Megumin (collaborazione con Tanimura Marika) - 7. Febbre da esplosione (collaborazione con Orie Mika) - 8. Amanti ardenti (collaborazione con Tamura Hiro) - 9. Fine a questi sentimenti repressi! (collaborazione con Magokoro Kurage) - 10. Ragazza esplosiva e il retro dei segreti (collaborazione con Katahana Chiruwo) - 11. La grande strategia non pianificata (collaborazione con Chipa) - 12. Maid café è fantasia!? (collaborazione con Yaya Hinata) - 13. Una storia della meravigliosa supremazia del re demone Megumin (collaborazione con Futaba Masumi) |                        |

### Kono subarashii sekai ni shukufuku o! Comic Anthology
Un'antologia manga spin-off intitolata Kono subarashii sekai ni shukufuku o! Comic Anthology (この素晴らしい世界に祝福を！ コミックアンソロジー?, Kono subarashī sekai ni shukufuku o! Komikku Ansorojī) e disegnata da vari autori, è stata pubblicata direttamente in due volumi tankōbon usciti rispettivamente il 7 gennaio 2017 e il 9 agosto 2019.
| Nº | Data di prima pubblicazione | Data di prima pubblicazione | Data di prima pubblicazione |
| Nº | Giapponese                  | Giapponese                  |                             |
| -- | --------------------------- | --------------------------- | --------------------------- |
| 1  | 7 gennaio 2017              | ISBN 978-4-04-072022-7      |                             |
| 2  | 9 agosto 2019               | ISBN 978-4-04-073261-9      |                             |

### Kono kamen no akuma ni soudan o!
Un adattamento manga dello spin-off Kono kamen no akuma ni soudan o! (この素晴らしい世界に祝福を！スピンオフ この仮面の悪魔に相談を！?) disegnato da Suzume Somemiya, è stato serializzato dal 27 febbraio 2018 al 26 gennaio 2019 sulla rivista Monthly Comic Alive edita da Media Factory. I vari capitoli sono stati raccolti in due volumi tankōbon pubblicati dal 23 agosto 2017 al 23 febbraio 2019. La storia è incentrata su Vanir in cerca di una soluzione per saldare un debito di Wiz.
| 1 | 23 agosto 2017 | ISBN 978-4-04-069987-5 |
| 1 | Capitoli (traduzioni letterali dei titoli) - Prologo (プロローグ?, Purorōgu) - 1. Oggi aiutando le persone (人助けはじめました?, Hito tasuke hajimemashita) - 2. Oggi al centro di consulenza (相談屋はじめました?, Sōdan-ya hajimemashita) - 3. Oggi come seguace (従者はじめました?, Jūsha hajimemashita) - 4. Oggi come un matto (お調子者はじめました?, Ochōshimono hajimemashita) - 5. Oggi come consulente (悩み相談はじめました?, Nayami sōdan hajimemashita) - 6. Oggi come addetto alla reception (受付譲はじめました?, Uketsuke jō hajimemashita) |                        |
| 2 | 23 febbraio 2019 | ISBN 978-4-04-065491-1 |
| 2 | Capitoli (traduzioni letterali dei titoli) - 7. Oggi in guardia (警戒はじめました?, Keikai hajimemashita) - 8. Oggi come aiutante (手助けはじめました?, Tedasuke hajimemashita) - 9. Oggi come guardia del corpo (用心棒はじめました?, Yōjinbō hajimemashita) - 10. Oggi come narratore (昔話はじめました?, Mukashibanashi hajimemashita) - 11. Oggi come un serio conquistatore (ガチ攻略はじめました?, Gachi kōryaku hajimemashita) - 12. Oggi come un lich (リッチーはじめました?, Ritchī hajimemashita)                                                 |                        |

### Zoku kono subarashii sekai ni bakuen o!
Un adattamento dedicato allo spin-off Zoku kono subarashii sekai ni bakuen o! (続・この素晴らしい世界に爆焔を！?) e seguito di Kono subarashii sekai ni bakuen o!, disegnato sempre da Kasumi Morino, è stato serializzato dal 27 febbraio 2018 al 27 maggio 2020 sulla Monthly Comic Alive edita da Media Factory. I vari capitoli sono stati raccolti in quattro volumi tankōbon pubblicati dal 23 agosto 2018 al 20 luglio 2020. Come nel caso precedente, vengono narrate delle avventure inedite di Megumin in coppia a Yunyun.
| 1 | 23 agosto 2018 | ISBN 978-4-04-069986-8 |
| 1 | Capitoli (traduzioni letterali dei titoli) - Prologo (プロローグ?, Purorōgu) - 1. Il gruppo di ladri ispiratori (憧れの盗賊団?, Akogareno tōzoku-dan) - 2. Un gruppo di ladri emergenti (新鋭の盗賊団?, Shin'ei no tōzoku-dan) - 3. Un gruppo di ladri di lavoro (バイトする盗賊団?, Baito suru tōzoku-dan) - 4. Un gruppo di ladri in crescita (増殖する盗賊団?, Zōshoku suru tōzoku-dan) - 5. Un gruppo di ladri investigativi (調査する盗賊団?, Chōsa suru tōzoku-dan) - 6. Un gruppo di ladri erranti (迷走する盗賊団?, Meisō suru tōzoku-dan) |                        |
| 2 | 23 febbraio 2019 | ISBN 978-4-04-065490-4 |
| 2 | Capitoli (traduzioni letterali dei titoli) - 7. Un angosciante gruppo di ladri (苦悩する盗賊団?, Kunō suru tōzoku-dan) - 8. Un gruppo di ladri razziatori (襲撃する盗賊団?, Shūgeki suru tōzoku-dan) - 9. Un gruppo di ladri rivelatori (打ち明ける盗賊団?, Uchiakeru tōzoku-dan) - 10. Un gruppo di ladri in aumento (立ち上がる盗賊団?, Tachiagaru tōzoku-dan) - 11. Un gruppo di ladri che contrattaccano (逆襲する盗賊団?, Gyakushū suru tōzoku-dan) - 12. Un gruppo di ladri strabilianti (夜明けの盗賊団?, Yoake no tōzoku-dan) - 12.5. Visitatori per la principessa (王女に客人を?, Purinsesu ni kyakujin wo) |                        |
| 3 | 20 settembre 2019 | ISBN 978-4-04-064022-8 |
| 3 | Capitoli (traduzioni letterali dei titoli) - 13. Avventura per questa vita quotidiana (日常に冒険を!?, Nichijō ni bōken o!) - 14. Una richiesta per questo novellina! (新人に依頼を!?, Shinjin ni irai o!) - 15. Guida per questa avventura! (冒険にガイドを!?, Bōken ni Gaido o!) - 16. Un cielo sereno per la capitale reale! (王都に晴天を!?, Ōto ni seiten o!) - 17. Una visita ad Alcanretia! (魔窟に訪問を!?, Makutsu ni hōmon o!) - 18. Acqua santa per questi viaggiatori! (旅人に聖水を!?, Tabibito ni seisui o!) |                        |
| 4 | 20 luglio 2020 | ISBN 978-4-04-064741-8 |
| 4 | Capitoli (traduzioni letterali dei titoli) - 19. Fulmine per Alcanretia (アルカンレティアに稲妻を!?, Arukanretia ni inazuma o!) - 20. Una ricerca per questi avventurieri (冒険者にクエストを!?, Bōken-sha ni Kuesuto o!) - 21. Il discorso di una ragazza per questi avventurieri! (冒険者に恋バナを!?, Bōken-sha ni koi bana o!) - 22. Taglio della luce su questa foresta di bestie! (魔獣の森に斬光を！?, Majū no mori ni zankō o!) - 23. Gemme su questo sentiero degli animali! (獣道に宝石を!?, Kemono michi ni hōseki o!) - 24. Fai esplodere la bestia gioiello! (宝石獣に爆焔を!?, Hōseki-jū ni bakuen o!) - 25. Avventura con amici meravigliosi! (素晴らしい仲間達と冒険を!?, Subarashī nakama-tachi to bōken o!) |                        |

### Kono subarashii sekai ni shukufuku o! Megumin Anthology Kurenai Aka
Un'antologia manga spin-off intitolata Kono subarashii sekai ni shukufuku o! Megumin Anthology Kurenai Aka (この素晴らしい世界に祝福を！ めぐみんアンソロジー 紅Aka?, Kono subarashii sekai ni shukufuku o! Megumin Ansorojī Kurenai Aka) e disegnata da vari autori, è stata pubblicata direttamente in un volume tankōbon uscito il 1º novembre 2018.
| 1 | 1º novembre 2018 | ISBN 978-4-04-065275-7 |
| 1 | Capitoli (traduzioni letterali dei titoli) - 1. Una scimmia, Megumin, Kazuma e le mutandine maledette (collaborazione con Utsurogi Angu) - 2. MeguMino (collaborazione con Takebayashi Getsu) - 3. Giudizio su odiosi seni grandi! (collaborazione con Itohana) - 4. Se ti scambiassi per un sogno (collaborazione con Stu-Hiro) - 5. Apprezzamento per le esplosioni (collaborazione con Ripo Day) - 6. Regalare questo duello rivale con delle benedizioni! (collaborazione con Nadaka Harutsugu) - 7. Il giorno ordinario della piccola ragazza Demone Cremisi! (collaborazione con Futaba Masumi) - 8. Gioco di esplosione (collaborazione con Kazahana Chiruwo) - 9. La ragazza esplosiva e la preziosa benda sull'occhio (collaborazione con Shiroi Hakuto) - 10. Disegnare?! Esplosione! (collaborazione con Satou Yuuko) - 11. Dare a questa sopravvivenza delle benedizioni! (collaborazione con Magokoro Kurage) - 12. Regalare la crescita per questo corpo modesto! (collaborazione con Texteater) - 13. Per favore sii responsabile e prenditi cura di me (collaborazione con Chipa) |                        |

### Kono subarashii sekai ni shukufuku o! Extra: Ano orokamono ni mo kyakkō o!
Un adattamento manga dello spin-off  Kono subarashii sekai ni shukufuku o! Extra: Ano orokamono ni mo kyakkō o! (この素晴らしい世界に祝福を！エクストラ あの愚か者にも脚光を！?, Kono subarashii sekai ni shukufuku o! Ekusutora ano orokamono ni mo kyakkō o!) è stato serializzato dal 25 marzo 2018 al 24 gennaio 2020 sulla rivista Monthly Shōnen Ace edita da Kadokawa Shoten. I vari capitoli sono stati raccolti in due volumi tankōbon pubblicati dal 26 novembre 2018 al 25 aprile 2020. Questa versione della storia presenta Dust come antagonista principale.
| 1 | 26 novembre 2018         | ISBN 978-4-04-107286-8 |
| 1 | Capitoli - Capitoli 1-7  |                        |
| 2 | 25 aprile 2020           | ISBN 978-4-04-109038-1 |
| 2 | Capitoli - Capitoli 8-16 |                        |

### Kono subarashii sekai ni shukufuku o! Fantastic Days
Un adattamento manga dello spin-off Kono subarashii sekai ni shukufuku o! Fantastic Days (この素晴らしい世界に祝福を！ファンタスティックデイズ?, Kono subarashī sekai ni shukufuku o! Fantasutikku Deizu) viene serializzato dal 26 marzo 2022 sulla rivista Monthly Comic Alive edita da Media Factory. I vari capitoli vengono raccolti in quattro volumi tankōbon pubblicati dal 23 luglio 2022 al 21 giugno 2024. La storia è la trasposizione dell'omonimo videogioco per smartphone.
| 1 | 23 luglio 2022            | ISBN 978-4-04-681516-3 |
| 1 | Capitoli - Capitoli 1-5   |                        |
| 2 | 21 febbraio 2023          | ISBN 978-4-04-682058-7 |
| 2 | Capitoli - Capitoli 6-12  |                        |
| 3 | 22 novembre 2023          | ISBN 978-4-04-682744-9 |
| 3 | Capitoli - Capitoli 13-19 |                        |
| 4 | 21 giugno 2024            | ISBN 978-4-04-683727-1 |
| 4 | Capitoli - Capitoli 20-25 |                        |